# Paramesochra wilsoni
Paramesochra wilsoni is een eenoogkreeftjessoort uit de familie van de Paramesochridae. De wetenschappelijke naam van de soort is voor het eerst geldig gepubliceerd in 1957 door Krishnaswamy.